# SN 1998ew
SN 1998ew – supernowa typu II odkryta 23 listopada 1998 roku w galaktyce NGC 6943. W momencie odkrycia miała maksymalną jasność 14,00m.